# العلاقات الإيرانية الفنلندية
العلاقات الإيرانية الفنلندية هي العلاقات الثنائية التي تجمع بين إيران وفنلندا.

## مقارنة بين البلدين
هذه مقارنة عامة ومرجعية للدولتين:
| وجه المقارنة                                              | إيران                    | فنلندا                                                                               |
| --------------------------------------------------------- | ------------------------ | ------------------------------------------------------------------------------------ |
| المساحة (كم2)                                             | 1.65 مليون               | 338.42 ألف                                                                           |
| عدد السكان (نسمة)                                         | 79.97 مليون              | 5.52 مليون                                                                           |
| الكثافة السكانية (ن./كم²)                                 | 48.47                    | 16.31                                                                                |
| العاصمة                                                   | طهران                    | هلسنكي                                                                               |
| اللغة الرسمية                                             | لغة فارسية               | اللغة الفنلندية، اللغة السويدية                                                      |
| العملة                                                    | ريال إيراني              | يورو، ماركا فنلندية                                                                  |
| الناتج المحلي الإجمالي (بليون دولار)                      | 439.51 مليار             | 251.88 مليار                                                                         |
| الناتج المحلي الإجمالي (تعادل القوة الشرائية) بليون دولار | 1.36 تريليون             | 231.84 مليار                                                                         |
| الناتج المحلي الإجمالي الاسمي للفرد دولار أمريكي          |                          | 42.31 ألف                                                                            |
| الناتج المحلي الإجمالي للفرد دولار أمريكي                 |                          | 40.68 ألف                                                                            |
| مؤشر التنمية البشرية                                      | 0.766                    | 0.883                                                                                |
| رمز المكالمات الدولي                                      | +98                      | +358                                                                                 |
| رمز الإنترنت                                              | .ir،                     | .fi                                                                                  |
| المنطقة الزمنية                                           | ت ع م+03:30، توقيت إيران | ت ع م+02:00، ت ع م+03:00، أوروبا/هلسنكي ‏، توقيت شرق أوروبا، توقيت شرق أوروبا الصيفي ‏ |

## منظمات دولية مشتركة
يشترك البلدان في عضوية مجموعة من المنظمات الدولية، منها:
| علم المنظمة | اسم المنظمة                        | تاريخ انضمام إيران | تاريخ انضمام فنلندا |
| ----------- | ---------------------------------- | ------------------ | ------------------- |
|             | مؤسسة التنمية الدولية              | 10 أكتوبر 1960     | 29 ديسمبر 1960      |
|             | يونسكو                             | 6 سبتمبر 1948      | 10 أكتوبر 1956      |
|             | وكالة ضمان الاستثمار متعدد الأطراف | 15 ديسمبر 2003     | 28 ديسمبر 1988      |
|             | الأمم المتحدة                      | 24 أكتوبر 1945     | 14 ديسمبر 1955      |
|             | الفريق المعني برصد الأرض           | ?                  | ?                   |
|             | الاتحاد البريدي العالمي            | ?                  | ?                   |
|             | البنك الدولي للإنشاء والتعمير      | 29 ديسمبر 1945     | 14 يناير 1948       |
|             | المنظمة الهيدروغرافية الدولية      | ?                  | ?                   |
|             | منظمة حظر الأسلحة الكيميائية       | ?                  | ?                   |
|             | مؤسسة التمويل الدولية              | 28 ديسمبر 1956     | 20 يوليو 1956       |
|             | منظمة الشرطة الجنائية الدولية      | ?                  | ?                   |

## أعلام
هذه قائمة لبعض الشخصيات التي تربطها علاقات بالبلدين:
- هونر عبدي (لاعب كرة قدم فنلندي، 30 نوفمبر 1994[19] – )

## وصلات خارجية
- موقع وزارة الخارجية الإيرانية
- موقع وزارة الخارجية الفنلندية